# Parafia Najświętszej Maryi Panny Wniebowziętej w Obornikach
Parafia Najświętszej Maryi Panny Wniebowziętej w Obornikach – parafia rzymskokatolicka należąca do dekanatu obornickiego archidiecezji poznańskiej. Została utworzona w XIII w. Kościół parafialny gotycki z XV w., przebudowany po pożarach 1757 i 1814 z pierwotnej budowli pozostały jedynie mury obwodowe i filary. Mieści się przy ulicy Kościelnej.